# Langleys Problem
Langleys Problem oder auch Langleys hinzukommende Winkel (englisch: Langley's Problem oder Langley’s Adventitious Angles) ist eine Aufgabenstellung aus der Elementargeometrie, die von Edward Mann Langley 1922 in der Mathematical Gazette veröffentlicht wurde. Sie erwies sich seitdem als populär und fand eine weite Verbreitung in Aufgabensammlungen und Mathematikbüchern. Der Mathematiker Ross Honsberger bezeichnete sie in seinem Buch Mathematische Juwelen als „Dauerbrenner“.

## Aufgabe
Die exakte Aufgabenstellung variiert in der Literatur, manchmal wird sie anhand eines Vierecks anstatt eines Dreiecks gestellt oder es werden die Winkelangaben abgeändert. Die Originalaufgabe von Langley lautet wie folgt:

ist ein gleichschenkliges Dreieck, dessen Winkel in und je betragen. ist ein Punkt auf der Seite, so dass gilt, und ein Punkt auf der Seite, so dass gilt.
Beweise, dass nun gilt.

## Lösung

Hilsfslinien gestrichelt, alle roten Strecken sind gleich lang

Bereits die Veröffentlichung Langleys führte zu einer Vielzahl von Leserbriefen mit Lösungen des Problems. Die Webseite Cut The Knot des Mathematikers Alexander Bogomolny (1948–2018) beschreibt zwölf verschiedene Beweise für die Originalaufgabe. Die folgende Lösung, die ohne trigonometrisches Hilfsmittel auskommt, orientiert sich an der Darstellung bei Heinrich Hemme und geht auf J. W. Mercer zurück, der sie 1923 in einem Leserbrief an die Mathematical Gazette beschrieb. Sie führt zwei Hilfslinien ein und verwendet dann die Eigenschaften gleichschenkliger und gleichseitiger Dreiecke, um die benötigten Hilfswinkel zu berechnen.
Man trägt in {\displaystyle B} einen Winkel von {\displaystyle 20^{\circ }} an der Seite {\displaystyle BC} ab, dessen zweiter Schenkel die Seite {\displaystyle AC} in {\displaystyle G} schneidet und verbindet dann den Punkt {\displaystyle G} mit dem Punkt {\displaystyle F}.
Mit Hilfe der Winkelsumme im Dreieck und der Nebenwinkeleigenschaft lassen sich nun die folgenden Winkel berechnen:
{\displaystyle \angle BGC=180^{\circ }-20^{\circ }-80^{\circ }=80^{\circ }}
{\displaystyle \angle BCF=80^{\circ }-30^{\circ }=50^{\circ }}
{\displaystyle \angle BFC=180^{\circ }-80^{\circ }-50^{\circ }=50^{\circ }}
{\displaystyle \angle GBE=80^{\circ }-20^{\circ }-20^{\circ }=40^{\circ }}
{\displaystyle \angle BGE=180^{\circ }-80^{\circ }=100^{\circ }}
{\displaystyle \angle BEC=180^{\circ }-80^{\circ }-60^{\circ }=40^{\circ }}
Aufgrund gleich großer Basiswinkel sind somit die Dreiecke {\displaystyle \triangle BCG}, {\displaystyle \triangle BCF} und {\displaystyle \triangle BGE} gleichschenklig und damit die Stecken {\displaystyle BC}, {\displaystyle BG}, {\displaystyle GE} und {\displaystyle BF} gleich lang. Damit ist auch das Dreieck {\displaystyle \triangle BGF} gleichschenklig und da für den Winkel {\displaystyle \angle BGF=80^{\circ }-20^{\circ }=60^{\circ }} gilt, ist es sogar gleichseitig. Also sind die Strecken {\displaystyle GF} und {\displaystyle GE} gleich lang und damit das Dreieck {\displaystyle \triangle GEF} ebenfalls gleichschenklig. Es folgt:
{\displaystyle \angle FGE=100^{\circ }-60^{\circ }=40^{\circ }}
{\displaystyle \angle FEG={\frac {180^{\circ }-40^{\circ }}{2}}=70^{\circ }}
{\displaystyle \angle BEF=70^{\circ }-40^{\circ }=30^{\circ }\quad \square }